# Ramon Rovira
Ramon Rovira i Pol (Sils, 1959) es un periodista y directivo español. Desde febrero de 2019 es adjunto a la presidencia y director de Relaciones Institucionales del Grupo Godó.

## Biografía
Comenzó su carrera profesional en 1979 en El Punt y trabajó en Radio Nacional de España, en Catalunya Ràdio y Televisión Española.
En 1988 se inició en la televisión autonómica catalana TV3 como delegado en la demarcación de Gerona y presentador de los primeros Telenotícies comarques. Más tarde, ejerció de jefe de la sección de Cataluña y jefe de política de TV3. Entre 1996 y 2001 fue corresponsal de la emisora en Washington D. C. y jefe de informativos entre 2001 y 2004, momento en que sería nombrado jefe de Comunicación y Relaciones Institucionales hasta 2006. Desde 2002 y hasta 2007 presentó el programa de análisis y debate político del Canal 33 Àgora. Entre 2007 y 2017, se desempeñó como director de comunicación y relaciones institucionales del Banco Sabadell. En 2012 fue propuesto como uno de los candidatos a dirigir Televisió de Catalunya, en sustitución de Mònica Terribas, oferta que posteriormente declinó.
En noviembre de 2017 se incorporó al Grupo Godó como responsable de la dirección general de Medios Audiovisuales. En febrero de 2019 fue nombrado adjunto a la presidencia y director de Relaciones Institucionales del Grupo Godó, y responsanble audiovisuales del Grupo Godó, Emissions Digitals de Catalunya, RAC 1, 8TV, RAC105 y RAC105 TV.